# Encyrtidae
Die Encyrtidae bilden eine Hautflüglerfamilie innerhalb der Überfamilie der Erzwespen (Chalcidoidea). Das Taxon geht auf den englischen Entomologen Francis Walker im Jahr 1837 zurück.

## Merkmale
Die meisten Imagines der Encyrtidae sind zwischen 2 und 3 mm lang. Das Mesopleuron bildet eine große, konvexe, kissenartige Region an der Seite des Thorax. Im Gegensatz zu anderen Erzwespen sind die mittleren Coxae auf Höhe oder geringfügig vor der Mitte der Mesopleuren eingelenkt. Bei anderen Erzwespen befindet sich die Einlenkung der mittleren Coxae nahe den hinteren Coxae und damit viel weiter entfernt von den vorderen Coxae. Die Platten der Cerci sind hervortretend, nicht am hinteren Ende des Gasters, sondern häufig auf etwa Zweidritteln dessen Länge. Die „Linea calva“ ist vorhanden und deutlich erkennbar. Weiterhin ist das Mesoscutum transvers und entweder ohne Notauli, oder falls vorhanden, sind diese sehr flach und gekrümmt.

## Verbreitung
Die Erzwespenfamilie besitzt eine kosmopolitische Verbreitung.

## Lebensweise
Etwa die Hälfte der Arten haben einen Bezug zu Schildläusen, meist als Endoparasitoide der Nichtimaginalstadien, selten auch der Imagines. Einige Arten der Gattung Microterys sind Prädatoren von Eiern. Weiterhin gehören zum Wirtspektrum der Encyrtidae weitere Insekten sowie Milben, Zecken und Spinnentiere. Es gibt auch Hyperparasiten, die u. a. andere Encyrtidae sowie Aphelinidae, Pteromalidae, Brackwespen und Dryinidae befallen.

## Innere Systematik
Die Encyrtidae werden in folgende zwei Unterfamilien mit mehr als 3700 Arten in etwa 496 Gattungen gegliedert:
- Encyrtinae – 385 Gattungen mit etwa 2920 Arten
- Tetracneminae – 111 Gattungen mit etwa 815 Arten